# 산타녤로
산타녤로(이탈리아어: Sant'Agnello)는 이탈리아 캄파니아주 나폴리현에 위치한 코무네다. 산타녤로는 평균 고도 67m에 위치하며, 지중해성 기후이며, 나폴리로부터 남동쪽으로 25km 거리에 있다.

## 같이 보기
- 아말피 해안